# Ridkiwci
Ridkiwci (ukr. Рідківці; do 1946 roku Rarancza; rum. Rarancea) – wieś na Ukrainie, w obwodzie czerniowieckim, w rejonie czerniowieckim, w hromadzie Mahała. W 2001 roku liczyła 4177 mieszkańców.

## Historia
Miejscowość była wzmiankowana po raz pierwszy w XVIII wieku. W 1739 roku w pobliżu wsi wojska rosyjskie stoczył zwycięską bitwę z Turkami.
Podczas I wojny światowej w dniach 11–17 czerwca 1915 roku koło wsi miały miejsce walki oddziałów II Brygady Legionów Polskich z piechotą rosyjską. Ich kulminacją była szarża polskich ułanów pod Rokitną. W dniach 15-16 lutego 1918 roku 2 Pułk i 3 Pułk Piechoty II Brygady Legionów, które wchodziły wówczas w skład Polskiego Korpusu Posiłkowego i liczyły ok. 1500 żołnierzy dowodzone przez pułkownika Józefa Hallera dokonały brawurowego przejścia przez linię frontu austriacko-rosyjskiego. Był to znak protestu przeciwko zawarciu traktatu brzeskiego, do historii to wydarzenie przeszło jako bitwa pod Rarańczą.
W przeddzień 17 rocznicy szarży, 12 czerwca 1932 w Rarańczy odbyło się odsłonięcie pomnika upamiętniającego poległych tam legionistów.

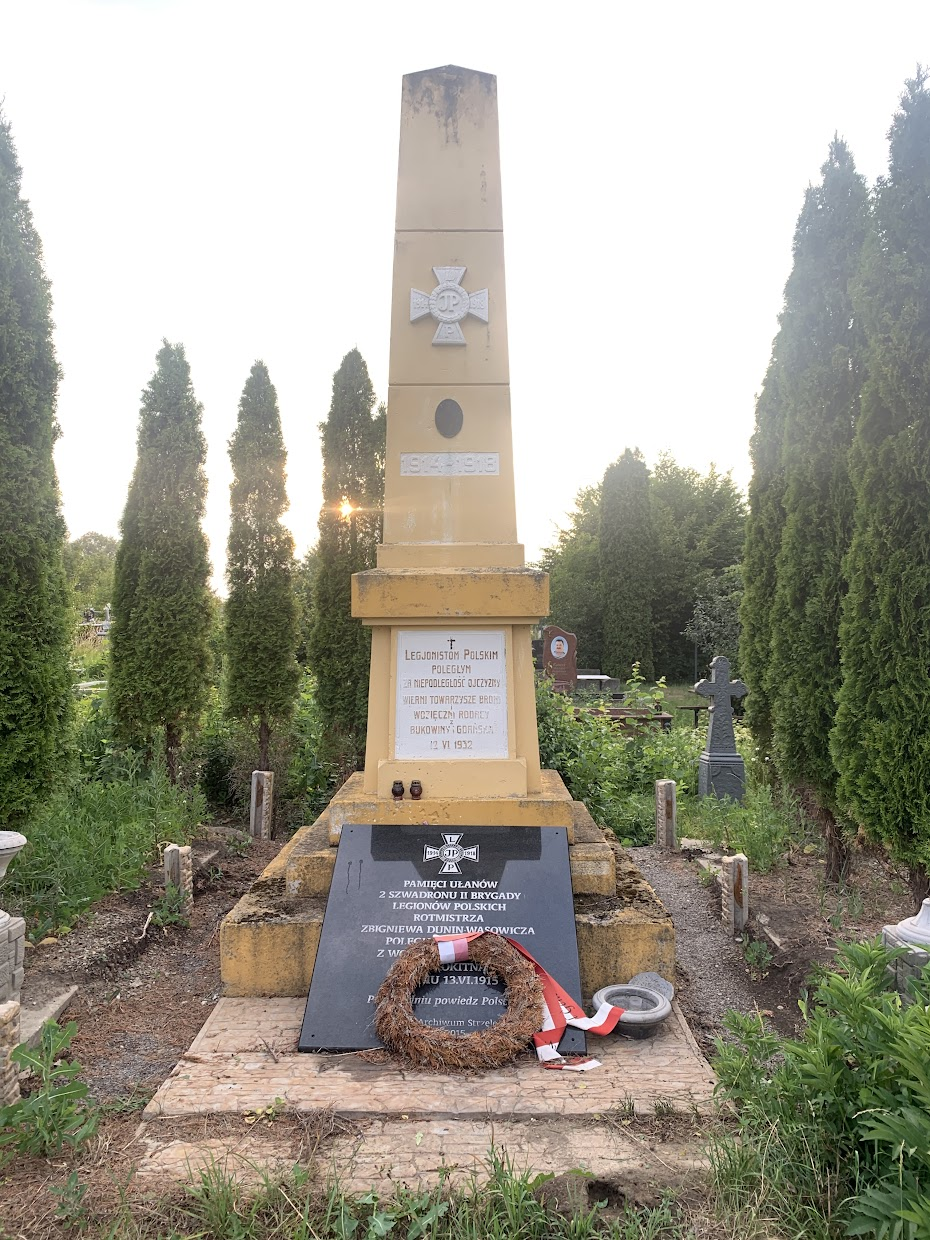
Pomnik upamiętniający poległych legionistów w Rarańczy (1932)